# 신성델타테크
신성델타테크(Shinsung Delta Tech Co., Ltd.)는 대한민국의 전자 제품 기업이다. 본사는 경상남도 창원시 성산구 공단로 271번길 39에 위치해 있으며 대표이사는 구자천, 문준명이다.

## 초전도체 관련
초전도체 관련 사업을 하고 있지는 않지만 자회사인 엘앤에스벤처캐피탈을 통해 퀀텀에너지연구소 지분 9.37%을 가지고 있다. 2023년 초전도체 테마주로 분류되어 급격한 주가 급등이 있었다

## 같이 보기
- 신흥
- 신흥글로벌
- 신성몰드테크
- 신성오토모티브
- 신성에스티
- 엘앤에스벤처캐피탈
- 초전도체
- 씨씨에스
- 파워로직스
- 모비스
- 덕성
- 서남

## 참고문헌
1. ↑  이승용, '초전도체 대장주' 신성델타테크는 어떤 회사?, 2023년 8월 15일
2. ↑  김기령, 신성델타테크, 연세대 초전도체 연구 소식에 급등, 에너지경제신문, 2023년 12월 7일